# Alessandro Stradella
Antonio Alessandro Boncompagno Stradella (født 3. juli 1643 i Bologna, død 25. februar 1682 i Genova) var en italiensk violinist, sanger og komponist. 
Stradella havde en enestående karriere som freelance komponist, han samarbejdede med fremstående poeter og skrev over tre hundrede værker.

## Liv
Stradella blev født i en toskansk adelsfamilie. Han fik sin uddannelse i Bologna og var en kendt komponist allerede i 20-års-alder.
Sammen med sin ven Carlo Ambrogio Lonati, virkede Stradella ved hoffet hos den abdicerede dronning Christina af Sverige i Roma, hvor han hovedsagelig skrev kirkemusikalske værker. Han var en fremragende sanger som optrådte ved flere fyrstehuse – også i Firenze og Venezia var han en efterspurgt musiker.
Stradella levede et udsvævende og eventyrligt liv: sammen med Lonati forsøgte han at underslå midler fra den katolske kirke, og han havde livet igennem en række affærer med kvinder fra højere sociale lag, hvilket førte til, at han i rækkefølge måtte flygte fra Rom, Firenze, Venezia og Torino. Efter, at en turinsk adelsmand nær havde held til at få ham myrdet, flygtede Stradella til sidst til Genova. I Genova hyrede en adelsmand af Lomellini-familien en lejemorder, som knivstak Stradella til døde, sandsynligvis efter endnu en affære med en elev. 
Et samtidigt vidne, den franske læge Pierre Bourdelot, skrev om Stradellas affærer i Histoire de la musique et de ses effects… (1715), men beretningen er anekdotisk præget og sandsynligvis ikke ganske pålidelig. Stradellas liv inspirerede Friedrich von Flotow til at skrive den romantiske tre-akters opera Alessandro Stradella, uropført i 1844.

## Værker
Stradella var en meget produktiv komponist, han komponerede værker i næsten samtlige af sin tids musikformer og overskred flere musikalske konventioner. Han skrev opsigtsvækkende værker for et eller flere strygeinstrumenter og basso continuo som han kaldte Simfonia, endvidere serenader, motetter, madrigaler, over 200 verdslige og kirkelige kantater, seks oratorier og otte operaer som var meget populære i hans egen tid.
I 1674 blev Stradella og Massimiliano Neri de første komponister, som brugte betegnelserne concertino og concerto grosso om sammensætningen soloviolin og strygergruppe. Dette var sandsynligvis Stradellas mest indflydelsesrige nyskabelse, og selv om han fik stor indflydelse også på andre områder, blev han de næste årtier overskygget af Corelli, Torelli, Vivaldi og andre, som videreudviklede concerto grosso-formen. Händel genbrugte en del af Stradellas musik, for eksempel i oratoriet Israel in Egypten.
- L'accademia d'amore
- Il Girello
- La forza dell'amor paterno (Genua 1678)
- Il trespolo tutore (1679)
- Il moro per amore
- Il barcheggio
- Il Corispero